# Alpha Centauri-stelsel
Alpha Centauri (ook Toliman, Rigil Kentaurus en Rigil Kent) is de helderste ster in het sterrenbeeld Centaur (Centaurus). De ster staat op 4,344 lichtjaar van de zon en heeft een schijnbare magnitude van +0,01.
De dubbelster Alpha Centauri vormt samen met de veel zwakkere vlamster Proxima Centauri (gelegen op 0,21 lichtjaar afstand van Alpha Centauri) een drievoudig stelsel. 
Het zijn na de Zon de dichtstbijzijnde sterren. Het omgekeerde geldt niet, de zon is voor Alpha Centauri niet de dichtstbijzijnde ster, de in 2013 ontdekte bruine dubbelster Luhman 16 staat dichter bij Alpha Centauri dan onze zon.
De dubbelster bestaat uit de componenten Alpha Centauri A en Alpha Centauri B (6 boogseconden van elkaar) met een omlooptijd van ongeveer 80 jaar. Hun onderlinge afstand is ongeveer 23,7 AE, wat vergelijkbaar is met de afstand van de planeet Uranus tot de Zon. Maar in het geval van Alpha Centauri is dit slechts een gemiddelde waarde: door de sterk excentrische baan varieert de onderlinge afstand tussen 11 AE en 35 AE.

## Planeten
Doordat de twee sterren zo dicht bij elkaar staan is er maar een kleine regio van ongeveer 2 AE waar stabiele omloopbanen kunnen voorkomen en waar dus planeten (maar niet van het type gasreus, daarvoor is de afstand te klein) aanwezig kunnen zijn. De bewoonbare zone ligt binnen deze marge (0,71 AE voor Alpha Centauri B of 1,25 AE voor Alpha Centauri A, zodat het bestaan van leven hier niet uitgesloten kan worden.
Vanaf een planeet rond α Cen A of α Cen B zou de sterrenhemel er nauwelijks anders uitzien dan vanaf de Aarde. Slechts nabije sterren hebben een andere positie aan de sterrenhemel. De sterren behorend tot het lokale stersysteem en het zonnestelsel ziet er natuurlijk wel duidelijk anders uit dan vanaf de Aarde:
- De Zon is te zien in het sterrenbeeld Cassiopeia en heeft daar slechts een magnitude 0,5, vergeleken met magnitude −26,7 vanaf de Aarde.
- Proxima Centauri is te zien als een ster in Stier, met magnitude 4,5 (vanaf de Aarde in Centaur, met magnitude 11).
- Vanaf een α Cen A-planeet is verder α Cen B te zien met een magnitude schommelend rond −19. Omgekeerd is, vanaf een α Cen B-planeet, α Cen A te zien, met een magnitude schommelend rond −20,3. Deze schommelingen in magnitude worden veroorzaakt door de sterk excentrische baan die de twee componenten van de dubbelster om elkaar afleggen.

In 2012 zou een planeet zijn ontdekt die een baan om α Cen B zou beschrijven, echter niet in de bewoonbare zone. De afstand van de vermeende omloopbaan tot de ster is daarvoor veel te klein, waardoor de temperatuur er daardoor erg hoog zou zijn. Hij had de naam Alpha Centauri Bb gekregen. In 2015 is geconcludeerd dat deze planeet waarschijnlijk niet bestaat.

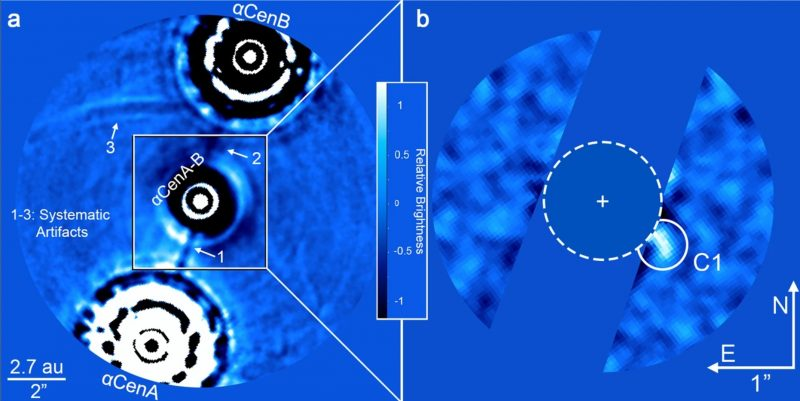
Een mogelijke planeet (rechts) nabij α Cen A

In 2021 is een mogelijke planeet ontdekt bij  
α Cen A. Deze planeet is nog niet bevestigd.

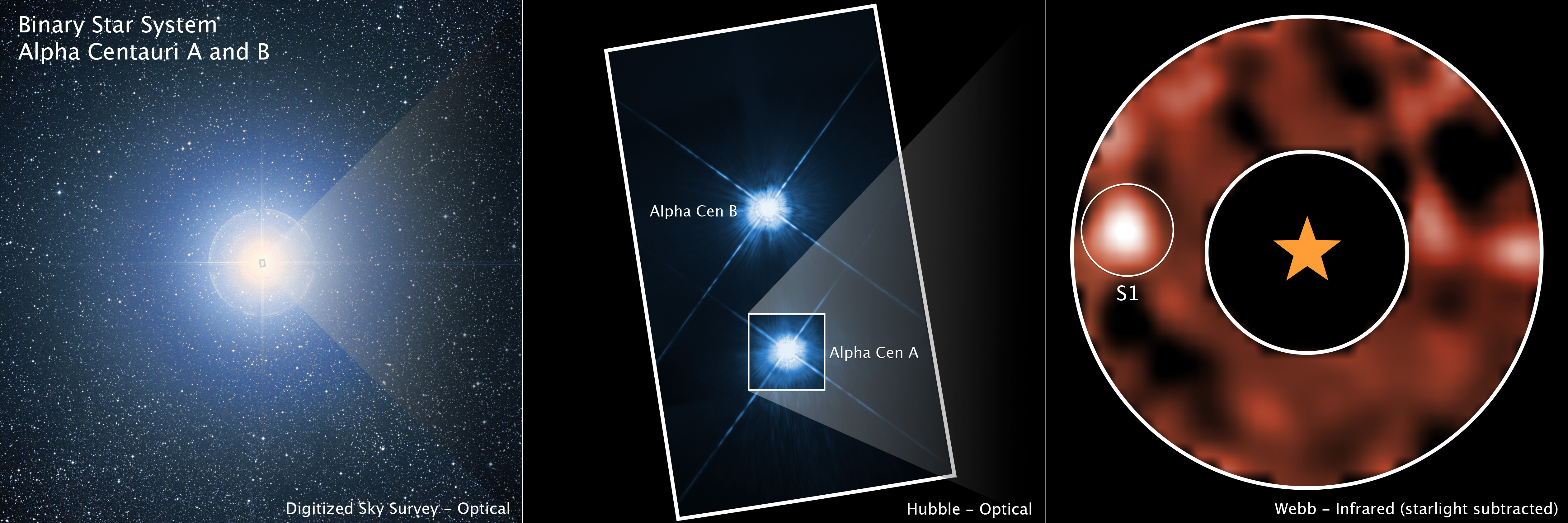
Links:Alpha Centauri. Midden Alpha Centauri A en B. Rechts:Mogelijke planeet bij Alpha Centauri A

In 2024 zijn er in waarnemingen met de James Webb-ruimtetelescoop opnieuw aanwijzingen voor een planeet bij deze ster. Het is onduidelijk of het om hetzelfde object gaat als in 2021 en ook deze planeet moet nog bevestigd worden.

## Zichtbaarheid
Vanaf de geografische breedtegraad van de Benelux is Alpha Centauri nooit te zien. Van Centaurus komen alleen de meest noordelijke sterren net boven de horizon en daarom is het sterrenbeeld niet of nauwelijks zichtbaar.

## Afbeeldingen

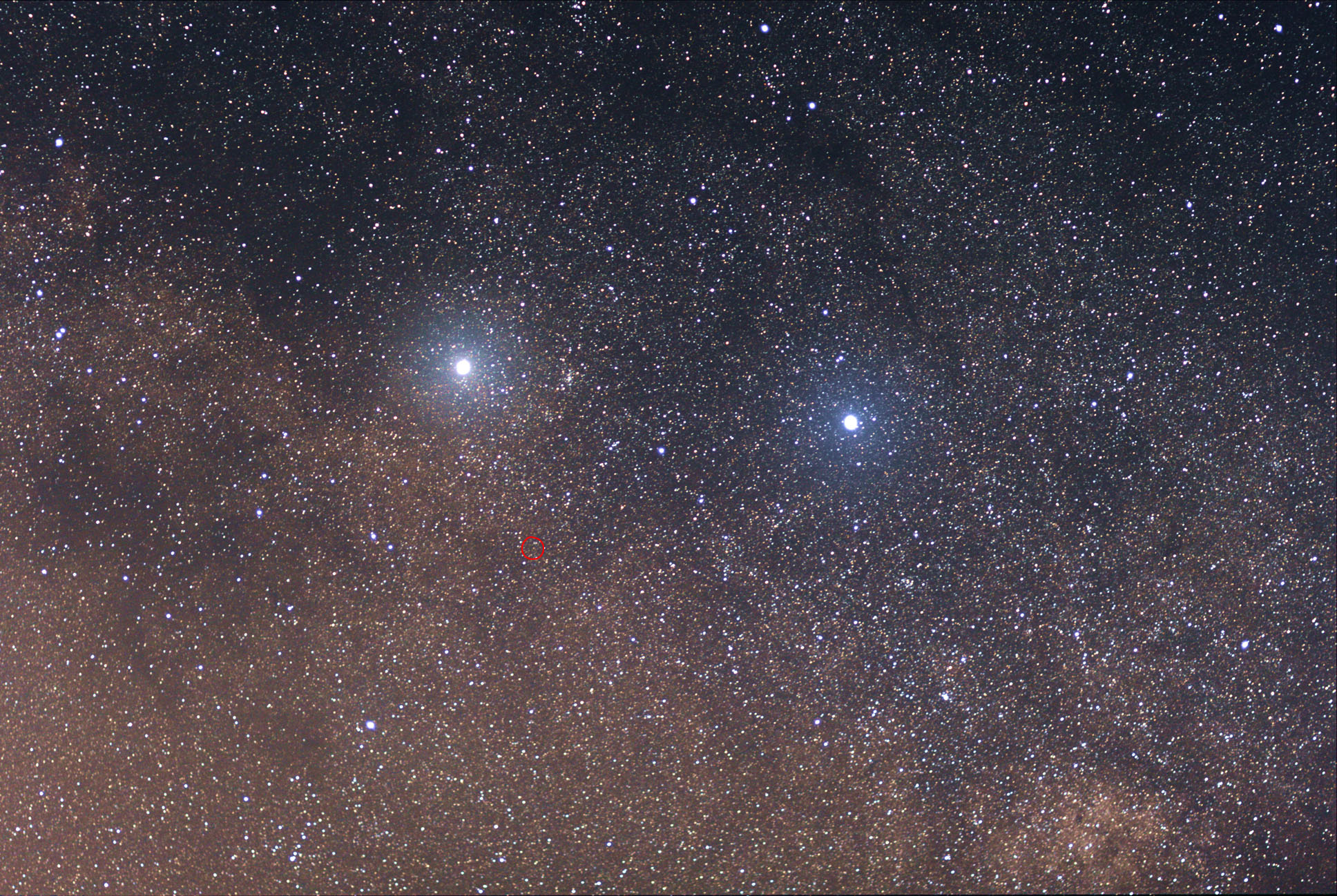
De heldere ster links is Alpha Centauri. Proxima Centauri is rood omcirkeld (rechts onder Alpha Centauri). De heldere ster rechts is Agena.
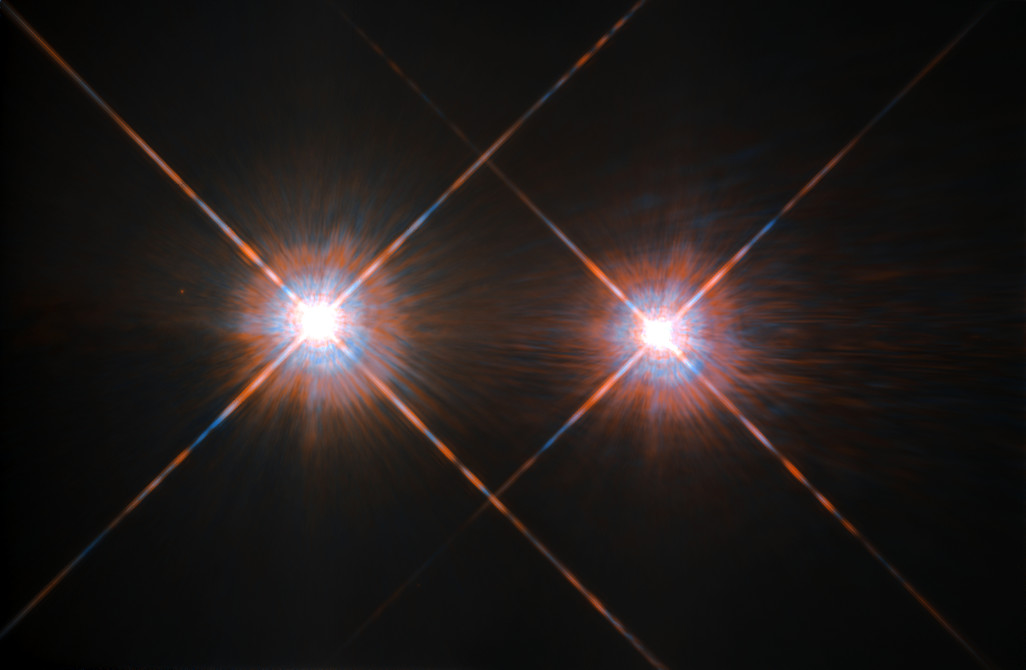
Alpha Centauri A en B (Ruimtetelescoop Hubble)